# Refugio Julio Ripamonti
Julio Ripamonti es una pequeña base científica de verano antártica de Chile catalogada como refugio. Se ubica en la isla Ardley, bahía Fildes (o Maxwell), en la isla Rey Jorge de las islas Shetland del Sur.
Sus coordenadas geográficas son: 62°12′4″S 58°53′8″O / -62.20111, -58.88556
La base se localiza 50 m sobre el nivel del mar, sobre superficie de roca sólida, a 100 m del mar. Se encuentra próxima a las bases chilenas permanentes Frei y Escudero, de las cuales dista aproximadamente 1 km, y a 50 m del refugio naval Teniente Ballvé de la República Argentina. 
El refugio fue inaugurado en enero de 1982. Tiene capacidad para una dotación de 4 personas. La instalación se compone de 4 módulos.
El deshielo en el lugar comienza a fines de octubre. La formación de hielo acelerada comienza a principios de junio.
En el lugar se han desarrollado actividades científicas concernientes a geodesia y cartografía (desde 1997), biología terrestre (desde 1988), estudios sobre pingüinos (desde 1988)- la base se ubica cerca de una importante colonia de pingüinos papúa.
En 1997 el Instituto Alfred Wegener de Alemania transfirió a Chile el refugio Ardley (62°12.4′S 58°53.8′O / -62.2067, -58.8967), construido por la República Democrática Alemana y ubicado al sudoeste de la punta Braillard. Fue renombrado como Ripamonti II y es un anexo del refugio Julio Ripamonti.